# Boris Raisov
Boris Raisov (născut Kaț; rusă Борис Раисов; n. 27 februarie 1928, Dondușeni, România – d. 8 octombrie 1984, Chișinău, RSS Moldovenească, URSS) a fost un evreu basarabean, cântăreț (bariton) de operă moldovenesc și sovietic. Artist al Poporului din RSS Moldovenească (1980).

## Biografie
S-a născut în satul Dondușeni (acum oraș și centru raional din Republica Moldova) din județul Soroca, România interbelică. A absolvit școala medie din Donduseni. În timp ce slujea în armată, a devenit corist al ansamblului naval și după demobilizare a lucrat în corul Teatrului Dramatic din Cernăuți.
În 1958 a absolvit Conservatorul din Chișinău, în clasa lui David Gerșfeld.
La 9 iunie 1956, a participat la premiera operei „Grozovan” (a deținut rolul principal, al haiducului Grigore Grozovan) a lui Gerșfeld, care a deschis Teatrul de Operă și Balet de Stat al RSSM.
În 1956-1960 și din 1962 a fost solist al Teatrului de Operă și Balet din Chișinău, iar în 1960-1962 a fost solist al Teatrului de Operă și Balet din Bașchiria, RSFS Rusă.
Printre cunoscutele roluri jucate de Raisov au fost: „Murdarul” în Mireasa țarului, „Prințul” în Vrăjitoarea, Tomski în Dama de pică, „Galitski” în Cneazul Igor, „Iago” în Otello, Rigoletto, Nunta lui Figaro, „Scarpia”, „Tonio”, „Valentin”, „Tadeo” și alții.
A primit titlurile de Artist Emerit al RSS Moldovenești în 1964, Artist al Poporului al RSS Moldovenești în 1980.